# Nowa Obra (powiat krotoszyński)
Nowa Obra – wieś w Polsce położona w województwie wielkopolskim, w powiecie krotoszyńskim, w gminie Koźmin Wielkopolski.
W latach 1975–1998 miejscowość należała administracyjnie do województwa kaliskiego.